# Саньбейцзі
Саньбейцзі (кит. 繁体字中国語) — китайська страва з курки, яку ще називають «три чашки» через рівні порції трьох приправ під час її приготування.

## Опис
Саньбейцзі можливо з'явилась у провінції Цзянсі на півдні Китаю, пізніше рецепт був привезено на Тайвань мігрантами з материкового Китаю. Багато тайванських кухарів вважають, що ця страва походить з Тайваню. Страва стала популярною в минулому столітті завдяки економіки Тайваню, бо на початку ХХ століття час м'ясо було коштовним, індустрія вирощування курчат швидко розвивалася й 1960-х роках стала галуззю сільського господарства держави.   Рецепт Цзянсі має більш гостри смак ніж тайванський варіант.

## Приготування
Страва саньбейцзі отримала свою назву через те, що в ній використовується однакова кількість трьох приправ: соєвий соус, рисове вино  і кунжутна олія.
Для приготування треба обсмажте шматочки курки в олії до коричневого кольору, помістити її в глиняний горщик Донабе, додати спеції (перець, імбир), соус, вино, і варіть на сильному вогні 10 хвилин, потім вогонь зменшую та продовжують варити на повільному вогні до готовності. Наприкінці додають часник, тайський базилік. Курку саньбейцзі зазвичай подають у глиняному горщику, видаливши від 80 до 90% соусу з приправами. Саньбейцзі часто їдять з рисом або кашею, які можна поливати соусом з курки.
Крім того, рецепт приправ страви використовують для приготування свинини і жаб'ячого м'яса.